# Caratteristiche tecniche della Lancia Aurelia berlina
Caratteristiche tecniche delle Lancia Aurelia berlina

## Berlina prima serie B10-B10S
La B10, capostipite di tutte le Aurelia, viene presentata al Salone dell'automobile di Torino che si inaugura il 4 maggio 1950: secondo la stampa dell'epoca, la vettura può essere consegnata (su specifica richiesta del cliente) con la guida a sinistra, in un periodo in cui lo standard era ancora dell'uso della guida a destra.

L'Aurelia B10

A distanza di circa 1 anno, la vettura viene affiancata dalla versione B21, identica come carrozzeria ma munita di un motore da 2 litri più potente. Altra piccola novità apparsa nella B21 è la modifica agli indicatori di direzione, che non sono più del tipo "a freccia" ma vengono sostituiti con le più moderne ed efficaci luci lampeggianti: di lì a poco, la stessa miglioria viene estesa alle berline B10-B10S.
Pochissime altre le modifiche subite dalla B10/B10S nel corso della produzione.
In corso di produzione viene anche leggermente incrementato il valore del rapporto di compressione, che passa da 6,85:1 a 7,00:1
Nell'autunno del 1952, si registra una modifica alle calotte dei fanali anteriori, che migliora anche l'estetica.
La produzione termina alla fine del 1953, ma la commercializzazione prosegue sino ai primi mesi del 1954, cioè fino a quando esce l'erede, la berlina seconda serie o tipo B12, che viene esposta come novità al Salone dell'automobile di Torino apertosi il 21 aprile 1954.
Le B10 costruite sono in tutto 5.451, di cui appena 513 con guida a sinistra.
Riepilogo dati
- Periodo di produzione: dall'inizio 1950 al dicembre 1953
- Modelli:
  - tipo B10, berlina 4 porte, 5-6 posti, con guida a destra
  - tipo B10S, berlina 4 porte, 5-6 posti , con guida a sinistra
- Motore: tipo B10
- Numerazione progressiva telai
  - tipo B10: da 1001 a 5938
  - tipo B10S: da 1001 a 1513
- Unità prodotte:
  - tipo B10: 4.938
  - tipo B10S: 513
  - totale 5.451
- Tassa di circolazione (potenza fiscale in Italia CV 21)
  - nel 1952=Lire 39.000
  - nel 1955=Lire 66.300

Prezzi
- in Italia
  - al debutto, nel maggio 1950 : Lire 1.830.000
  - dal gennaio 1951: Lire 2.038.000
  - nell'aprile 1952: Lire 2.048.600
  - nell'aprile 1953: Lire 2.010.000
  - Prezzo degli accessori (1951-52): a) pneumatici fianco bianco, Lire 14.000 – b) apparecchio radio, Lire 71.500.
- in Svizzera
  - nel marzo 1951:  16.800 Franchi Svizzeri
  - nel marzo 1952:  18.150 Franchi Svizzeri
  - nel marzo 1953:  18.930 Franchi Svizzeri
  - nel marzo 1954:  18.930 Franchi Svizzeri
  - Prezzo degli accessori (1951): apparecchio radio, Franchi Svizzeri 550.

Altre caratteristiche

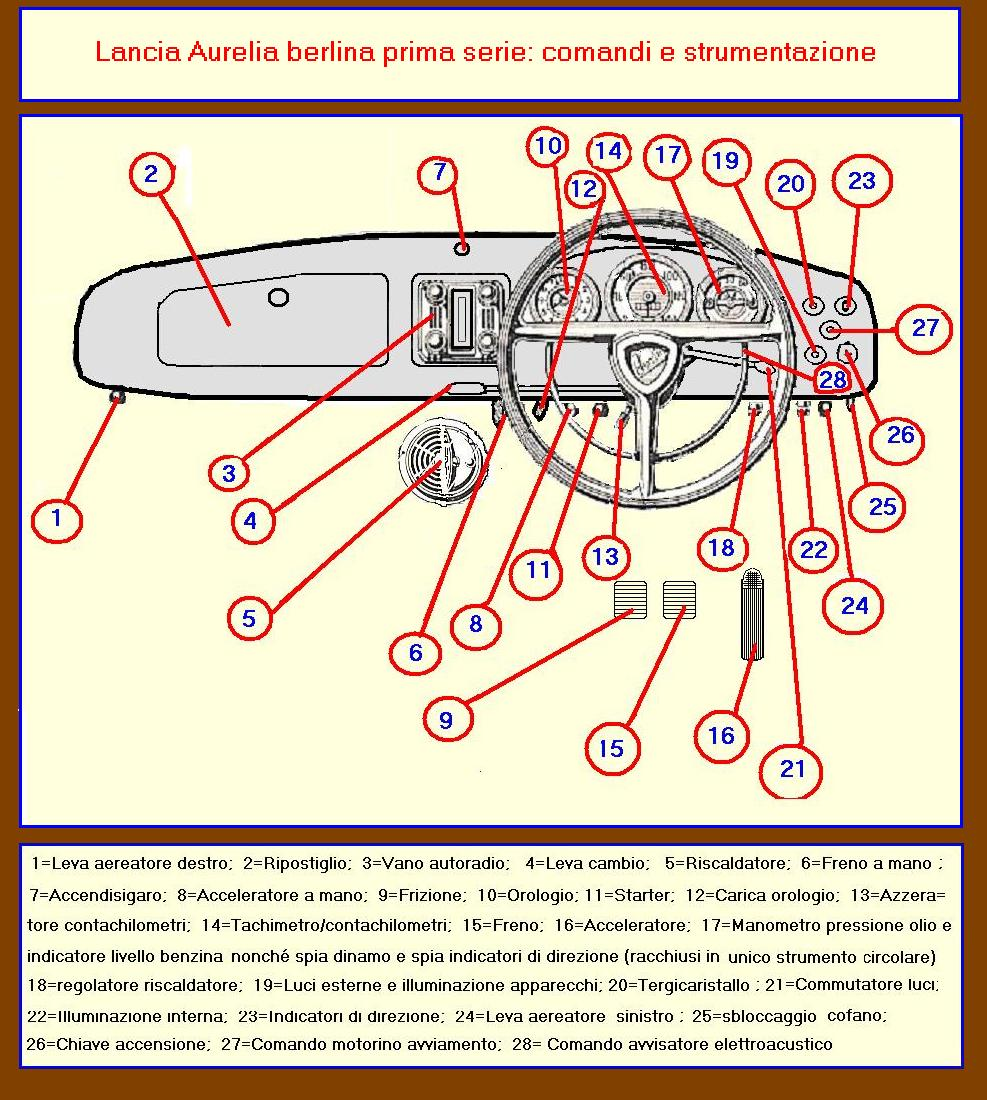
Il cruscotto dell'Aurelia prima serie

- Carrozzeria, arredamenti ed accessori: berlina 4 porte, 4 luci, 5/6 posti; carrozzeria realizzata in parte in alluminio (porte, paraurti, parafanghi posteriori, cofano, sportello baule-bagagliaio, piano bagagli); sedile anteriore unico (con schienale regolabile e ribaltabile sino alla posizione orizzontale); sedile posteriore unico con poggiabraccia centrale abbassabile (e con portacenere e portaoggetti sullo schienale del sedile anteriore); lunotto posteriore a vetro curvo, con tendina chiudibile; strumentazione di bordo ad illuminazione graduabile; accensione automatica delle plafoniere all'apertura delle porte; illuminazione automatica del cofano e del bagagliaio (con spegnimento automatico); cofano motore e bagagliaio privi di maniglie esterne (quando vengono sbloccati dall'interno della vettura, essi si sollevano in parte automaticamente consentendo l'ulteriore apertura manualmente); porte "frenate" a fine corsa (rimangono aperte senza che il loro peso tenda a richiuderle); riscaldatore abitacolo (azionabile con comando situato sotto il cruscotto) a radiatore d'acqua calda e ventilatore elettrico (a velocità regolabile), con presa acqua all'uscita del motore; aereatore a due bocche d'aria sul cruscotto; dispositivo sbrinatore del parabrezza tramite getto d'aria calda dall'interno; accendisigaro al centro del cruscotto; tergicristallo a doppia racchetta (con arresto del tergitore in posizione abbassata); doppie alette parasole orientabili; interni in panno di lana grigia o beige, con righine verdi (in seguito: tinta unita)
- Gamma colori: al momento del lancio sono sei: nero, blu, grigio, nocciola, verde, amaranto.

## Berlina prima serie B21-B21S
Sotto la spinta delle sempre più pressanti richieste di parecchi clienti (soprattutto dei gentlemen che intendono partecipare alle corse) ed in sintonia con l'orientamento della Lancia che sta per impegnarsi direttamente nelle competizioni, ecco che al Salone di Torino del 1951, quindi dopo circa un anno di produzione e in concomitanza con l'uscita del coupé B20, per la berlina Aurelia viene proposto, in alternativa al pacifico motore da 1,8 litri, uno più potente da 2 litri con 69,5 CV di potenza. Le prestazioni velocistiche di questa berlina (denominata B21) naturalmente migliorano (la velocità massima, per esempio, passa da 135 a 145 km/h).

L'Aurelia B21

La carrozzeria è quella della B10, anche se si notano i nuovi indicatori di direzione (a luce lampeggiante anziché a freccia), che peraltro di lì a poco saranno adottati anche dalla B10.
Queste le caratteristiche che differenziano la B21 dalla B10:

a) cilindrata di cm³ 1990,97 (alesaggio mm 72 e corsa mm 81,5) anziché cmc 1754,90 (mm 70x76)

b) rapporto di compressione 7,8:1, anziché 7,0:1

c) potenza massima HP 69,5 a 4500 giri/minuto (anziché 56 HP a 4000 giri) 

d) regime massimo possibile:4.800 giri/minuto (anziché 4.700) 

e) coppia motrice massima Kgm. 13 a 2.500-3.000 giri/minuto (anziché 10,8 allo stesso regime) 

f) peso del motore Kg 150 (anziché 145) 

g) lievi differenze nelle misure dei diffusori del carburatore (che è il medesimo della B10, cioè il Solex 30AAI) 

h) rapporto finale di riduzione 10/47 (4,70:1) anziché 9/44 (4,889:1) 

i) peso a vuoto della vettura Kg 1.110 (anziché 1.080) 

j) velocità massima Km/h 145 (anziché 135) 

k) velocità massime (in Km/h) nelle diverse marce: I=43 (anziché 40,5); II=67 (anziché 63); III=99 (anziché 93); Retromarcia=34 (anziché 32) 

l) pendenze massime superabili nelle varie marce: in I=32% (anziché 28%); II=21%(anziché 18%); III=11,5% (anziché 10%); IV=7% (anziché 6%); Retromarcia=40% (anziché 35%)

m) consumo (secondo le norme CUNA) litri 11,5 ogni 100 km (anziché 10,5)

n) prezzo in Italia, al debutto - aprile 1951 - Lire 2.300.000 (anziché 2.038.000)
Pochissime le variazioni apportate alle B21 nei tre anni di commercializzazione (da aprile 1951 a marzo 1954): una diversa regolazione dell'anticipo dell'accensione (a partire dalla B21 con motore 1238) e poi, dall'autunno 1952, la modifica alla forma dei fanali anteriori, comune a tutte le berline Aurelia.
Anche nel caso della B21, le vetture consegnate con la guida a sinistra rappresentano una evidente minoranza (appena 530 su un totale di 3.780 unità).
Riepilogo dati
- Periodo di produzione: dall'aprile 1951 al dicembre 1953
- Modelli:
  - tipo B21, berlina 4 porte, 5-6 posti, con guida a destra
  - tipo B21S, berlina 4 porte, 5-6 posti , con guida a sinistra
- Motore: tipo B21
- Numerazione progressiva telai:
  - tipo B21: da 1001 a 4250
  - tipo B21S: da 1001 a 1530
- Unità prodotte:
  - tipo B21: 3.250
  - tipo B21S: 530
  - totale 3.780
- Tassa di circolazione (Potenza fiscale in Italia CV 23)
  - nel 1952=Lire 45.000
  - nel 1955=Lire 76.500

Prezzi
- in Italia
  - al debutto, nel maggio 1951: Lire 2.300.000
  - nel dicembre 1952: Lire 2.305.000
  - nell'aprile 1953: Lire 2.190.000
  - Prezzo degli accessori (1952): a) pneumatici fianco bianco, Lire 14.000 – b) apparecchio radio, Lire 71.500.
- in Svizzera
  - nel marzo 1952: 22.600 Franchi Svizzeri
  - nel marzo 1953: 22.600Franchi Svizzeri
  - nel marzo 1954: 22.300 Franchi Svizzeri

## Berlina prima serie "lunga" B15-B15S
Al Salone di Torino dell'aprile 1952, la Lancia espone, quale novità, la Aurelia B15, ovvero la versione "limousine-ministeriale" (così definita dalla terminologia in uso) a 6-7 posti: si tratta, in sostanza, di una versione allungata (e quindi munita di una terza luce laterale) della normale berlina, creata in funzione di un utilizzo di rappresentanza oppure per noleggio da rimessa. L'allungamento è di 39 centimetri: il passo è di cm 325 (anziché 286) e la lunghezza totale della vettura è di 481 cm (anziché 442). Anche le carreggiate hanno dimensioni lievemente maggiori.

L'Aurelia B15

L'abitacolo, che presenta un divisorio tra i posti anteriori e quelli retrostanti, è molto ampio e contempla la presenza di strapuntini installati "fronte-marcia" tra il divisorio e il divano posteriore, cosa che consente di incrementare il numero di passeggeri trasportabili (il limite massimo previsto è di 7 posti, conducente incluso). La linea della vettura ricalca quella della B21 ma risulta meno armoniosa. La produzione si arresta nel giugno del '53 dopo la realizzazione di appena 81 esemplari, un numero esiguo ma del resto prevedibile vista la particolare destinazione d'uso della vettura.
La costruzione della B15 è affidata alla Bertone, specializzata da anni in questo tipo di trasformazioni. Sarà questa l'ultima vettura realizzata dal carrozziere per la casa torinese per oltre un ventennio (fino alla Stratos degli anni settanta) perché i rapporti tra le due società si incrinano per via della decisione della Lancia di commercializzare in prima persona il modello, relegando la Bertone al ruolo di mera esecutrice.
Dal punto di vista meccanico, la B15 adotta il motore di 1991 cm³ della B21 depotenziato, cosa che limita le prestazioni della vettura (la velocità massima si riduce a 133 km/h). Naturalmente gli pneumatici sono di maggiori dimensioni e la vettura ha un peso superiore (140 kg in più) a quello della B21.
Queste le caratteristiche che differenziano la B15 dalla B21:

a) rapporto di compressione: 7,00:1 (invece di 7,80:1)

b) potenza massima: HP 65 a 4000 giri/minuto (invece di 69,5 a 4500 giri)

c) coppia motrice massima: Kgm 12 a 2500-3000 giri/minuto (invece di Kgm 13, allo stesso regime)

d) regolazione del carburatore (è quella prevista per la B10)

e) passo: cm 325 (anziché 286)

f) carreggiate anteriore e posteriore: cm 129,7 e cm 132,6 rispettivamente (anziché cm 128 e 130)

g) rapporto di riduzione al ponte: 9/47 , pari a 5,222:1 (anziché 10/47, pari a 4,700:1)

h) diametro di sterzata: mt 12,20 (anziché 10,70)

i) diametro tamburi freni anteriori: cm 30 (anziché cm 28)

j) larghezza guarnizioni freni: cm 7 (anziché cm 6)

k) superficie frenante totale: cm2 1.700 (anziché 1.400)

l) lunghezza : cm 481 (anziché 442) larghezza:  cm 159,5 (anziché 156)

m) altezza: cm 155,5 (anziché 150)

n) altezza minima da terra: cm 16 (anziché cm 15)

o) peso a vuoto: Kg 1250(anziché 1110)

p) velocità massima: 133 km/h (anziché 145)

q) consumo: medio (norme CUNA): litri 12,5 ogni 100 km (anziché litri 11.5 ogni 100 km)

r) pendenza massima superabile in I marcia: 29% (anziché 32%)

s) misura cerchi e pneumatici: 185x400 (anziché 165x400)

t) numero dei posti: 6-7 (anziché 5-6)

u) prezzo, nell'aprile 1953: Lire 2.690.000 (anziché 2.190.000)
Riepilogo dati
- Periodo di produzione: dall'aprile 1952 al giugno 1953
- Modelli:
  - tipo B15, berlina 4 porte, 6 luci, 6-7 posti, con guida a destra
  - tipo B15S, berlina 4 porte, 6 luci, 6-7 posti , con guida a sinistra
- Motore: tipo B15
- Numerazione progressiva telai:
  - tipo B15: da 1001 a 1067
  - tipo B15S: da 1001 a 1014
- Unità prodotte:
  - tipo B15: 67
  - tipo B15S: 14
  - totale 81
- Tassa di circolazione (potenza fiscale in Italia CV 23)
  - nel 1952=Lire 45.000
  - nel 1955=Lire 76.500

Prezzi
- in Italia
  - nell'aprile 1953: Lire 2.690.000

Altre caratteristiche
- Carrozzeria, arredamenti ed accessori: berlina-limousine 4 porte, 6 luci, 6/7 posti (5/6 posti senza strapuntini); sedile anteriore unico; divisorio posto alle spalle del sedile anteriore, con vetri scorrevoli; sedile posteriore unico con appoggiabraccia centrale abbassabile; strapuntini fronte marcia, ribaltabili, posizionati tra il divisorio e il sedile posteriore; lunotto posteriore a vetro curvo, con tendina chiudibile; strumentazione di bordo ad illuminazione graduabile; accensione automatica delle plafoniere all'apertura delle porte; illuminazione automatica del cofano e del bagagliaio (con spegnimento automatico); cofano motore e bagagliaio privi di maniglie esterne (quando vengono sbloccati dall'interno della vettura, essi si sollevano in parte automaticamente consentendo l'ulteriore apertura manualmente); porte "frenate" a fine corsa (rimangono aperte senza che il loro peso tenda a richiuderle); riscaldatore abitacolo (azionabile con comando situato sotto il cruscotto) a radiatore d'acqua calda e ventilatore elettrico (a velocità regolabile), con presa acqua all'uscita del motore; aereatore a due bocche d'aria sul cruscotto; dispositivo sbrinatore del parabrezza tramite getto d'aria calda dall'interno; accendisigaro al centro del cruscotto; tergicristallo a doppia racchetta (con arresto del tergitore in posizione abbassata); doppie alette parasole orientabili. Da notare che su richiesta la vettura può essere fornita senza divisorio e senza strapuntini.

## Berlina prima serie B22-B22S
Al Salone dell'automobile di Parigi che si apre il 2 ottobre 1952 viene presentata una nuova versione della berlina Aurelia: la B22. Alla B10 ed alla B21 si aggiunge dunque questa nuova "due litri" (come la B21) notevolmente potenziata (90 CV a 5000 giri al minuto, nella versione di serie posta in commercio).
Alla creazione di questo modello berlina d'intonazione sportiva si giunge sulla spinta dei successi sportivi ottenuti dalle Aurelia B20 e B21 nel 1951 e nei primi mesi del 1952, successi che però sono messi seriamente in pericolo dall'incombente rivale Alfa Romeo 1900, che appare agguerritissima specialmente nella sua ultima versione TI (Turismo Internazionale). Nata con intenti quasi agonistici, la B22 armonizza assai bene un corpo vettura sobrio ed elegante con un propulsore dalle prestazioni rilevanti (la velocità massima supera i 160 km all'ora). La carriera agonistica della B22, che sembra potersi opporre con una certa efficacia all'Alfa Romeo, si interrompe però nel 1953, quando sorge una diatriba con la Casa milanese e con la Commissione Sportiva Automobilistica Italiana (CSAI) a proposito della validità di omologazione: per qualche mese, la CSAI inibisce sia alla B22 della Lancia che alla TI dell'Alfa la partecipazione alle gare nella categoria Turismo e, alla fine, Gianni Lancia decide di sospendere la partecipazione diretta della Casa alle corse di questa categoria e, forse per tagliare la testa al toro, nel 1954 presenta la seconda serie dell'Aurelia, unificata, meno sportiva e, soprattutto, munita di un motore di quasi 2300 cm³ che di fatto preclude alla vettura la partecipazione alle gare di velocità.
Il successo della B22 è immediato ed il migliaio di esemplari messi in cantiere (minimo necessario per ottenere l'omologazione nella categoria Turismo) vengono assorbiti dal mercato senza problemi. Tecnicamente parlando, questa nuova berlina ad alte prestazioni differisce dalla B21 quasi esclusivamente per il motore, che presenta una nuova forma delle camere di combustione, un diverso profilo dell'albero a camme, valvole di maggior sezione, collettori di aspirazione e di scarico di nuovo disegno. Anche il carburatore è del tutto nuovo. Le maggiori prestazioni velocistiche hanno poi indotto la Casa ad accrescere la potenza frenante: per questo motivo i tamburi dei freni anteriori e le guarnizioni hanno dimensioni maggiorate.
La B22 rimane nei listini Lancia appena 18 mesi (da ottobre 1952 a marzo 1953) ed esce già con i segnalatori di direzione a luce lampeggiante e con i fanali anteriori ridisegnati: in corso di produzione, quindi, non si registrano variazioni di sorta.
Queste le caratteristiche che differenziano la B22 dalla B21:

a) potenza massima: 90 HP a 5.000 giri/minuto (anziché 69,5 HP a 4500 giri)

b) coppia motrice massima: Kgm. 14 a 3500-4000 giri/minuto (anziché Kgm. 13 a 2500-3000 giri)

c) distribuzione: diversa regolazione

d) carburatore: Weber 40DCF5 doppio corpo (anziché Solex 30AAI doppio corpo)

e) accensione: diversa regolazione dell'anticipo

f) bobina d'accensione: tipo S53C (anziché S53B)

g) dinamo: con regolatore staccato

h) rapporto di riduzione al ponte: 9/40 , pari a 4,444:1 (anziché 10/47, pari a 4,700:1)

i) tamburi freni anteriori: diametro cm 30 (anziché cm 28)

j) larghezza guarnizioni freni anteriori: cm 7 (anziché cm 6)

k) superficie frenante complessiva: cm2 1700 (anziché cm2 1400)

l) gomme: 165x400 speciali, cioè Michelin "X" oppure Pirelli Cinturato (anziché 165x400 normali)

m) velocità massima: 160 km/h (anziché 145 km/h)

n) consumo: litri 11,8 ogni 100 km (anziché litri 11,5 ogni 100 km)

o) prezzo: nell'aprile 1953, Lire 2.310.000 (anziché 2.190.000)
Riepilogo dati
- Periodo di produzione: dall'ottobre 1952 al dicembre 1953
- Modelli:
  - tipo B22, berlina 4 porte, 4 luci, 5-6 posti, con guida a destra
  - tipo B22S, berlina 4 porte, 4 luci, 5-6 posti , con guida a sinistra
- Motore: tipo B22
- Numerazione progressiva telai:
  - tipo B22: da 1001 a 1877
  - tipo B22S: da 1001 a 1197
- Unità prodotte:
  - tipo B22: 877
  - tipo B22S: 197
  - totale 1.074
- Tassa di circolazione (potenza fiscale in Italia CV 23):
  - nel 1952=Lire 45.000
  - nel 1955=Lire 76.500

Prezzi
- in Italia:
  - nell'aprile 1953 : Lire 2.310.000
- in Svizzera
  - nel marzo 1953:  23.900Franchi Svizzeri

Altre caratteristiche
- Carrozzeria, arredamenti ed accessori: berlina 4 porte, 4 luci, 5/6 posti; carrozzeria realizzata in parte in alluminio (porte, paraurti, parafanghi posteriori, cofano, sportello baule-bagagliaio, piano bagagli); sedile anteriore unico (con schienale regolabile e ribaltabile sino alla posizione orizzontale); sedile posteriore unico con poggiabraccia centrale abbassabile (e con portacenere e portaoggetti sullo schienale del sedile anteriore); lunotto posteriore a vetro curvo, con tendina chiudibile; strumentazione di bordo ad illuminazione graduabile; accensione automatica delle plafoniere all'apertura delle porte; illuminazione automatica del cofano del bagagliaio (con spegnimento automatico); cofano motore e bagagliaio privi di maniglie esterne (quando vengono sbloccati dall'interno della vettura, essi si sollevano in parte automaticamente consentendo l'ulteriore apertura manualmente); porte "frenate" a fine corsa (rimangono aperte senza che il loro peso tenda a richiuderle); riscaldatore abitacolo (azionabile con comando situato sotto il cruscotto) a radiatore d'acqua calda e ventilatore elettrico (a velocità regolabile), con presa acqua all'uscita del motore; aereatore a due bocche d'aria sul cruscotto; dispositivo sbrinatore del parabrezza tramite getto d'aria calda dall'interno;  accendisigaro al centro del cruscotto; tergicristallo a doppia racchetta (con arresto del tergitore in posizione abbassata); doppie alette parasole orientabili; interni in panno di lana
- gamma colori: i colori disponibili sono molto probabilmente questi sei: nero, blu, grigio, nocciola, verde, amaranto.

## Berlina seconda serie B12-B12S
Il 1953 è un anno cruciale per la Lancia, che si getta a capofitto nel campo delle competizioni: le rinnovate coupé B20 si affermano quasi ovunque, i modelli sport creati per le gare su lunga distanza colgono successi in serie e "rischiano" di aggiudicarsi il Campionato del Mondo di quella categoria, mentre è addirittura imminente l'uscita di una monoposto di Formula Uno (che vedrà la luce nel 1954). Qualche problema giunge invece dalle berline, cui tra l'altro vengono imputate manchevolezze di finitura e, in generale, una costruzione poco accurata che scontenta i "lancisti". La carriera agonistica della B22, che sembrava potersi opporre con una certa efficacia all'Alfa Romeo, si interrompe nel 1953, e viene varato il lancio di una nuova serie della berlina Aurelia (la seconda serie), che, abbandonata ogni velleità agonistica, si caratterizza soprattutto per il comfort e per la accuratezza di finitura.
Alla fine del 1953 cessa la produzione delle Aurelia berlina (e degli autotelai) da 1,8 e da 2 litri, nei primi mesi del 1954 sulla stampa specializzata viene preannunciata la nuova serie (la stessa Casa torinese fa pubblicare inserzioni in tal senso) e finalmente, al Salone dell'automobile di Torino inaugurato il 21 aprile 1954, vede la luce questa nuova berlina (designazione di fabbrica B12), che viene prodotta in un'unica versione.
Il primo dato che salta agli occhi è l'incremento della cilindrata oltre la soglia dei due litri (esattamente 2266,37 cm³) che implica automaticamente l'impossibilità di prendere parte alle gare, visto e considerato che la classe di cilindrata entro cui eventualmente competere con la rivale Alfa Romeo è quella il cui limite è fissato nei 2000 centimetri cubici. È comunque la classe stessa della nuova vettura, che pesa anche un quintale e mezzo in più, ad indicare senza ombra di dubbio quale sia la effettiva destinazione del veicolo.

L'Aurelia B12

Oltre che per l'innalzamento della cilindrata (la potenza è però inferiore a quella del "due litri" della B22, 87 HP contro 90) il motore della "seconda serie" presenta una nuova fusione del blocco cilindri, nuovi supporti dell'albero motore Vandervell a guscio sottile (anziché in metallo bianco) e un nuovo filtro dell'olio. Una curiosità: viene abolita l'apertura anteriore per la manovella della messa in moto d'emergenza. La B12 si caratterizza anche per una nuova sospensione posteriore (ora del tipo De-Dion, ovvero a ruote semi indipendenti) e per una linea che, pur conservando l'armonia e la pulizia della precedente, è volutamente più imponente (alcuni lamierati sono per l'appunto ridisegnati) ed è ravvivata da un frontale con una nuova fanaleria (che comprende ora gli antinebbia) e da una coda in cui il profilo del bagagliaio è più pronunciato (il vano bagagli è più ampio, con la ruota di scorta in posizione verticale). Ma i particolari che fanno di questa seconda serie, che è anche la berlina italiana di maggior cilindrata di quel periodo, una vera e propria "ammiraglia" sono innumerevoli: si va dai vetri azzurrati al fanalino per la retromarcia, dallo spruzzatore lavacristallo alla ruota di scorta ricoperta da una custodia protettiva (per impedire che la ruota venga a contatto con i bagagli). E ancora: deflettori ai vetri anteriori, lunotto ampliato, nuovo elegante volante nero, nuovo cruscotto e nuova strumentazione, poggiabraccia retrattile inserito al centro del sedile anteriore, nuovi e più robusti paraurti in ottone cromato, bordini sui passaruota.
Travolta dalle vicende che travagliano la Casa torinese nel 1955 culminate nell'abbandono di Gianni Lancia, questa pur apprezzabile berlina-ammiraglia, viene costruita in appena 2.400 unità nel biennio 1954-55: non male le vendite all'estero di questo modello, che, malgrado un prezzo di vendita come sempre molto superiore rispetto a quelli praticati dalla concorrenza, hanno sfiorato il 20% della produzione. La B12 ha dunque vita breve, un biennio (1954/55), dopodiché la nuova proprietà Lancia, che mantiene in vita la coupé B20 e la spyder B24, decreta invece la fine della berlina Aurelia.
Nei due anni di produzione, non risulta che alla B12 siano state apportate modifiche di un certo rilievo.
Da segnalare il fatto che le richieste per la "guida a sinistra" cominciano a farsi sentire tanto che delle 2.400 unità costruite, più del 40% (1020 pezzi) hanno il volante posizionato in quella posizione.
La berlina B12, dunque, viene prodotta fino al gennaio 1956 e rimane nei listini (evidentemente per lo smaltimento delle scorte) fino all'aprile del 1957. Poi sarà la volta della Lancia Flaminia, il cui prototipo, uscito nel 1956, avrà una carrozzeria ispirata chiaramente a quella realizzata l'anno prima dalla Pininfarina ("Florida a 4 porte" ) su un autotelaio Aurelia B56 da 2,3 litri .
Queste, in dettaglio, le differenze tra la B12 ed il suo vero modello predecessore, che non può essere considerato il B22 – che è un prodotto quasi da corsa – ma il più tranquillo B21: 

a) cilindrata di cm³ 2266,37 , con alesaggio mm 75 e corsa di mm 85,5 (anziché cmc 1990,97 con alesaggio di mm 72 e corsa di mm 81,5)

b) supporti dell'albero motore a guscio sottile (anziché in bronzo) 

c) peso del motore Kg 155 (anziché 150) 

d) rapporto di compressione 7,40:1 (anziché 7,80:1) 

e) potenza massima: 87 HP a 4.300 giri/minuto (anziché 69,5 HP a 4.500 giri) 

f) coppia motrice massima: Kgm 16 a 2500-3000 giri (anziché 13 kgm.a 2500-3000 giri) 

g) nuovo filtro dell'olio Carello, tipo FRAM

h) capacità coppa dell'olio: Kg 4, più filtri e tubazioni (anziché Kg. 4,5-5,0 più filtri e tubazioni) 

i) distributore d'accensione Marelli S53C (anziché S53B) 

j) accensione: anticipo fisso 10° (anziché 8°), anticipo automatico 36° (anziché 34°)

k) candele Marelli CW 200 B (anziché CW 175 F) 

l) apertura punta candele mm 0,5-0,6 (anziché 0,6-0,7) 

m) carburatore invertito doppio corpo Solex 35 PAAI (anziché Solex 30 AAI) 

n) dinamo con regolatore staccato

o) diverse potenze (Watt) delle lampade 

p) nuove luci fendinebbia e nuova luce retromarcia.

q) albero di trasmissione unico (anziché in due tronchi) 

r) rapporto finale di riduzione: 11/49, pari a 4,454:1 (anziché 10/47, pari a 4,700:1) 

s) sospensione posteriore a ruote semindipendenti, tipo De Dion (anziché ruote indipendenti)
t) ammortizzatori posteriori idraulici telescopici SABIF (anziché a braccio esterno, sistema Armstrong) 

u) diametro tamburi freni anteriori cm 30 (anziché cm 28) 

v) superficie totale frenante: cm2 1600 (anziché 1400) 

w) rapporto sterzo tra vite e ruota: 3/40 (anziché 4/49) 

x) giri volante per sterzata completa, da tutto a destra a tutto a sinistra: 4 giri (anziché 3 e ¾)

x) diametro volante cm 42,5 (anziché 42,0) 

y) diametro di sterzata: mt 11,00 (anziché 10,70) 

z) diverse pressioni di gonfiaggio degli pneumatici

aa) passo cm 285 (anziché cm 286) 

ab) lunghezza cm 448,5 (anziché cm 442) 

ac) altezza vettura scarica cm 150,5 (anziché 150,0) 

ad) sedile anteriore con appoggiabraccia centrale retrattile

ae) lunotto di più ampie dimensioni ma privo della tendina interna

af) adozione dei vetri azzurrati, con effetto catatermico

ag) aggiunta di finestrini orientabili di aerazione (deflettori) alle porte anteriori

ah) adozione del dispositivo per detergere il parabrezza

ai) peso a vuoto in ordine di marcia e con una ruota di scorta, Kg 1200 circa (anziché 1110) 

aj) peso in ordine di marcia, rifornita, Kg. 1250 circa (anziché 1180) 

ak) capacità serbatoio carburante: litri 55, di cui 7 di riserva (anziché litri 60, di cui 6 di riserva)
al) abolizione dell'asta graduata solidale col tappo serbatoio per la misurazione diretta della quantità carburante contenuta nel serbatoio

am) velocità massima, in IV marcia,  151 km/h (anziché 145 km/h) 

an) velocità massime in Km/h negli altri rapporti: I=45, II=70, II=103, RM=35 (per la B21, rispettivamente I=43, II=67, III=99, RM=34) 

ao) pendenze massime superabili nei diversi rapporti: I=36%, II=22%, III=13%, IV=7,5%, RM=44% (per la B21, rispettivamente: I=32%, II=21%, III=11,5%, IV=7%, RM=40%)

ap) consumo (norme CUNA): litri 12 ogni 100 km (anziché litri 11,5 ogni 100 km) 

aq) potenza fiscale in Italia CV 25 (anziché 23) 

ar) tassa di circolazione annua, in Italia, nel 1955, Lire 86.700 (la B21=Lire 76.500) 

ar) prezzo in Italia, nel 1954 = Lire 2.280.000 (la B21= Lire 2.190.000)
Riepilogo dati
- Periodo di produzione: dalla primavera 1954 al gennaio 1956
- Modelli:
  - tipo B12, berlina 4 porte, 4 luci, 5-6 posti, con guida a destra
  - tipo B12S, berlina 4 porte, 4 luci, 5-6 posti , con guida a sinistra
- Motore: tipo B12
- Numerazione progressiva telai:
  - tipo B12: da 1001 a 2380
  - tipo B12S: da 1001 a 2020
- Unità prodotte:
  - tipo B12: 1380
  - tipo B12S: 1020
  - totale 2.400
- Tassa di circolazione (potenza fiscale in Italia CV 25):
  - nel 1955: Lire 86.700
  - nel 1956/57: Lire 82.631

Prezzi
- in Italia:
  - nell'aprile 1954 : Lire 2.280.000
  - nell'aprile 1955: Lire 2.293.000
  - nel 1956/57: Lire 2.293.000
- in Svizzera:
  - nel marzo 1955:  21.900 Franchi Svizzeri
  - nel marzo 1956:  18.800 Franchi Svizzeri
- in Gran Bretagna:
  - nell'aprile 1955: Lire Sterline 2.862 (tasse incluse)
  - nel luglio 1956: Lire Sterline 2.327 (tasse incluse)

Altre caratteristiche
- Carrozzeria, arredamenti ed accessori: berlina 4 porte, 4 luci, 5/6 posti; carrozzeria realizzata in parte in alluminio (porte, paraurti, parafanghi posteriori, cofano, sportello baule-bagagliaio, piano bagagli); sedile anteriore unico (con schienale regolabile e ribaltabile sino alla posizione orizzontale) con appoggiabraccia centrale retrattile; sedile posteriore unico con poggiabraccia centrale abbassabile (e con portacenere e portaoggetti sullo schienale del sedile anteriore); lunotto posteriore a vetro curvo; strumentazione di bordo ad illuminazione graduabile; accensione automatica delle plafoniere all'apertura delle porte; illuminazione automatica del cofano e del bagagliaio (con spegnimento automatico); cofano motore e bagagliaio privi di maniglie esterne (quando vengono sbloccati dall'interno della vettura, essi si sollevano in parte automaticamente consentendo l'ulteriore apertura manualmente); porte "frenate" a fine corsa (rimangono aperte senza che il loro peso tenda a richiuderle); riscaldatore abitacolo (azionabile con comando situato sotto il cruscotto) a radiatore d'acqua calda e ventilatore elettrico (a velocità regolabile) , con presa acqua all'uscita del motore; aereatore a due bocche d'aria sul cruscotto; dispositivo sbrinatore del parabrezza tramite getto d'aria calda dall'interno; tergicristallo a doppia racchetta (con arresto del tergitore in posizione abbassata); doppie alette parasole orientabili; vetri azzurrati con effetto catatermico; finestrini orientabili di aerazione (deflettori) alle porte anteriori; dispositivo per il lavaggio del parabrezza (serbatoio della soluzione liquida detergente, con capacità di litri 3 circa, posto nel vano motore, a sinistra del radiatore, e comando tramite pulsante posizionato sul cruscotto); accendisigaro al centro del cruscotto; specchio retrovisivo orientabile, a due posizioni.